# The X Tour
- Elemento de lista de viñetas

The X Tour es la sexta gira de conciertos de la cantante y compositora estadounidense Christina Aguilera en apoyo a su séptimo álbum de estudio Liberation (2018). Es la continuación de su quinta gira musical de 2018, The Liberation Tour. También enmarcó el regreso de la cantante a los escenarios europeos tras doce años del Back to Basics Tour (2006) y su regreso a México dieciocho años después del Christina Aguilera: In Concert Tour (2001).

## Repertorio
Este repertorio es del concierto dado en París, Francia el día 4 de julio de 2019. No representa a todas las canciones interpretadas durante la gira.
1. "Bionic"
2. "Your Body"
3. "Genie in a Bottle"
4. "The Voice Within"
5. "Dirrty"
6. "Vanity" / "Express" / "Lady Marmalade"
7. "Fall in Line"
8. "Can't Hold Us Down"
9. "Sick of Sittin'"
10. "Maria"
11. "Twice"
12. "Say Something"
13. "Reflection"
14. "What a Girl Wants" / "Come On Over Baby (All I Want Is You)"
15. "Ain't No Other Man"
16. "Candyman" / "I Want Candy"
17. "Accelerate"
18. "Feel This Moment"
19. "Beautiful"
20. "Fighter"
21. "Let There Be Love"

Repertorio de los conciertos en México:
1. Bionic
2. Your Body
3. Genie in a Bottle
4. Pero Me Acuerdo de Ti
5. Dirrty
6. Vanity / Express / Lady Marmalade
7. Fall in Line
8. Can't Hold Us Down
9. Sick of Sittin
10. Maria
11. Makes Me Wanna Pray
12. Like a Prayer (Cover de Madonna)
13. Contigo en la Distancia
14. Falsas Esperanzas
15. Hoy Tengo Ganas de Ti (A dueto con Alejandro Fernandez) +
16. Ain't No Other Man
17. Candyman / "I Want Candy"
18. Accelerate
19. Feel This Moment
20. Beautiful
21. Fighter
22. Let There Be Love

+ Únicamente interpretada el 5 de diciembre en Guadalajara, México

## Fechas
| Date                    | City             | Country      | Venue                   | Opening act  | Attendance      | Revenue    |
| Europe                  | Europe           | Europe       | Europe                  | Europe       | Europe          | Europe     |
| ----------------------- | ---------------- | ------------ | ----------------------- | ------------ | --------------- | ---------- |
| 4 de julio de 2019      | Paris            | Francia      | AccorHotels Arena       | Drax Project | 7,750 / 8,000   | $432,934   |
| 6 de julio de 2019      | Antwerp          | Bélgica      | Sportpaleis             | Drax Project | 8,416 / 8,416   | $547,752   |
| 8 de julio de 2019      | Ámsterdam        | Países Bajos | Ziggo Dome              | Drax Project | —               | —          |
| 11 de julio de 2019     | Berlín           | Alemania     | Mercedes-Benz Arena     | Drax Project | —               | —          |
| 13 de julio de 2019     | Stuttgart        | Alemania     | Schlossplatz            | N/A          | ~5,000−7,000    |            |
| 15 de julio de 2019     | Locarno          | Suiza        | Piazza Grande           | N/A          | 9,000−11,000    |            |
| 19 de julio de 2019     | Pori             | Finlandia    | Kirjurinluoto Arena     | N/A          | 27,000−35,000   |            |
| 21 de julio de 2019     | San Petersburgo  | Rusia        | Ice Palace              | Hanna        | 12,000          | —          |
| 23 de julio de 2019     | Moscú            | Rusia        | VTB Indoor Arena        | MARUV        | —               | —          |
| 5 de noviembre de 2019  | Dublin           | Irlanda      | 3Arena                  | ALMA         | 4,942 / 4,942   | $504,865   |
| 7 de noviembre de 2019  | Glasgow          | Reino Unido  | SSE Hydro               | ALMA         | 7,175/7,474     | $693,909   |
| 9 de noviembre de 2019  | Londres          | Reino Unido  | SSE Arena               | ALMA         | 15,999 / 16,537 | $1,637,550 |
| 10 de noviembre de 2019 | Londres          | Reino Unido  | SSE Arena               | ALMA         | 15,999 / 16,537 | $1,637,550 |
| 12 de noviembre de 2019 | Mánchester       | Reino Unido  | Manchester Arena        | ALMA         | —               | —          |
| 14 de noviembre de 2019 | Birmingham       | Reino Unido  | Resorts World Arena     | ALMA         | 10,000          | —          |
| Latinoamérica           |                  |              |                         | ALMA         |                 |            |
| 3 de diciembre de 2019  | Monterrey        | México       | Auditorio citiBanamex   |              | 5,523 / 7,478   | $412,589   |
| 5 de diciembre de 2019  | Guadalajara      | México       | Auditorio Telmex        | —            | 8,000           |            |
| 7 de diciembre de 2019  | Ciudad de México | México       | Palacio de los Deportes | -            | 8,632 / 12,000  | $855,353   |